# Jumbo (супермаркет)
Jumbo — сеть супермаркетов в Нидерландах. Входит в группу Van Eerd, основанную в 1921 году. Является второй по величине сетью супермаркетов в Нидерландах.

## История
Ян и Анита Мёрс открыли первый супермаркет Jumbo 18 октября 1979 года. Он был назван в честь слона Джамбо. В 1983 году Ван Эрд купил магазин Jumbo у семьи Мёрс.
По состоянию на май 2006 года по всей территории Нидерландов было открыто 77 магазинов.
Jumbo открывает первый фламандский магазин в Бельгии в 2019 году.